# 張裕釗

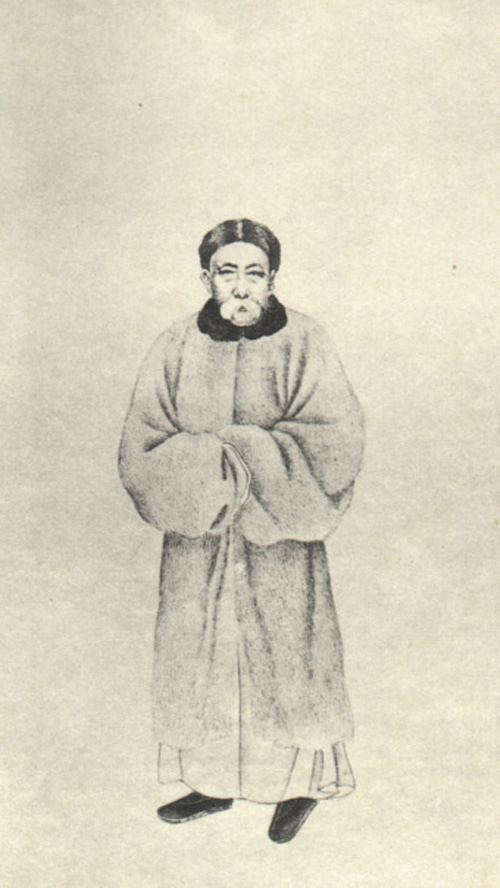
張裕釗

張 裕釗（ちょう ゆうしょう、Zhang Yuzhao、1823年 - 1894年）は、清末の能書家・散文家。字は廉卿、号は濂亭。
湖北省武昌府武昌県竜塘出身。1846年に挙人となり、内閣中書となった。後に曽国藩の幕府に入り、黎庶昌・薛福成・呉汝綸とともに「曽門四弟子」と称された。書法を北魏の『張猛龍碑』『弔比干文』、東魏の『凝禅寺三級浮図碑』、隋の『淳于倹墓誌』に学んだ。日本人の弟子に宮島詠士がいる。

## 著作
- 『濂亭文集』
- 『濂亭遺文』
- 『濂亭遺詩』